# Selaru
Selaru est une île d'Indonésie appartenant aux îles Tanimbar, dans le kabupaten de Maluku du Sud-Est. Elle est située en mer d'Arafura au sud de Yamdena. Ses côtes occidentales baignent la mer de Banda. C'est l'une des 92 îles périphériques officiellement répertoriées d'Indonésie .

## Voir également
- Îles Tanimbar